# Tina Keeper

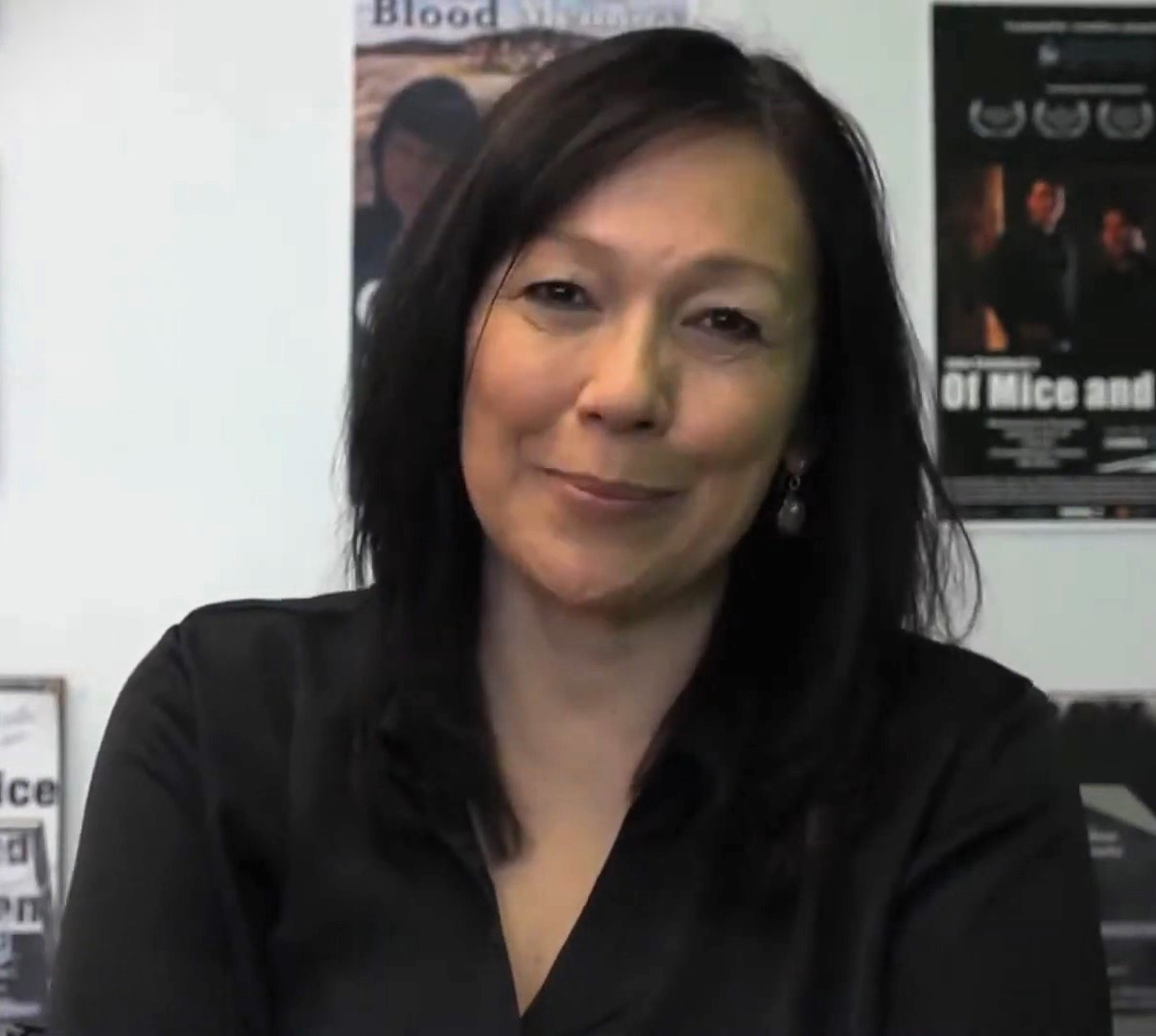
Tina Keeper, 2014

Tina Keeper OM (* 20. März 1962 in Norway House, Manitoba als Christina Keeper) ist eine kanadische Schauspielerin und ehemaliges Mitglied des kanadischen Unterhauses.
In der kanadischen Fernsehserie Die Mounties von Lynx River spielte sie in den Jahren 1992 bis 1997 in allen 90 Folgen die Hauptrolle der Michelle Kenidi. Für diese Rolle wurde sie 1997 mit dem Gemini Award ausgezeichnet. 1994 spielte sie die Hauptrolle der Rhonda Gordon in dem Kurzfilm For Angela. Der Kurzfilm wurde 1994 unter anderem mit dem Canada Award ausgezeichnet.
Am 15. Juli 2002 wurde sie mit dem Order of Manitoba ausgezeichnet. Keeper ist Mitglied bei der Norway House Cree Nation. Im Januar 2006 wurde sie als Kandidat der Liberalen Partei Kanadas bei der kanadischen Unterhauswahl zum Mitglied des Unterhauses gewählt. Zur Unterhauswahl 2008 verlor sie die Kandidatur zur Wiederwahl.
Sie ist Mutter zweier Söhne. Keeper ist die Großnichte des Langläufers Joe Keeper.

## Filmografie
- 1986: Mistress Madeleine
- 1991: Smoked Lizard Lips
- 1994: For Angela (Kurzfilm)
- 1992–1997: Die Mounties von Lynx River (North of 60, Fernsehserie, 90 Folgen)
- 1999: Heater
- 1999: Die Fälle der Shirley Holmes (The Adventures of Shirley Holmes, Fernsehserie, Folge The Case of the Hidden Heart)
- 1999: Der Killer aus der Wildnis (In the Blue Ground)
- 2000: Trial by Fire (Fernsehfilm)
- 2001: Dream Storm (Fernsehfilm)
- 2002: Skins
- 2002: Tipi Tales (Fernsehserie)
- 2003: Another Country (Fernsehfilm)
- 2003: On the Corner
- 2005: Distant Drumming: A North of 60 Mystery (Fernsehfilm)
- 2010–2014: Cashing In (Fernsehserie, 19 Folgen)